# Кранихфельд, Владимир Павлович
Владимир Павлович Кранихфельд (1865—1918) — русский литературный критик, публицист.

## Биография
Родился 9 (21) июня 1865 года в дворянской семье — сын мирового судьи Павла Ивановича Кранихфельда, брата Александра Ивановича Кранихфельда. Его старший брат — народоволец Виктор Павлович Кранихфельд (1861—1922).
Учился в Пинском реальном училище. До окончания курса был арестован; в 1888 году арестован вновь, после чего пробыл полтора года в предварительном и два года в одиночном заключении в Петербургской тюрьме, с обязательной работой за ткацким станком.
После освобождения стал писать в «Воронежском телеграфе», «Русских ведомостях» и «Русской мысли», где поместил статьи о «Подоходном налоге» (1892) и «Земском школьном деле» (1895).
В 1895—1896 годах — заведующий статистическими работами в Воронежском земстве. В 1896—1900 годы работал в органах статистики в Уральской области, редактировал газету «Уралец» и помещал статьи в «Памятных книжках Уральской области».
В 1900 году получил разрешение жить в Санкт-Петербурге. Сотрудничал в «Северном курьере», «Журнале для всех» («Внутреннее Обозрение»), «Образовании», где поместил статьи о Леониде Андрееве, Юшкевиче и др.
Был штатным литературным критиком журнала «Русское богатство»; одним из первых заметил ранние рассказы Максима Горького.
В 1907 и 1911—1913 гг. был редактором журнала «Мир Божий» (с 1906 «Современный мир»). В этом журнале поместил ряд больших статей о Глебе Успенском, Некрасове, Салтыкове; вёл журнальное обозрение.
В сентябре — декабре 1917 года — редактор ежемесячника «Библиографический справочник».

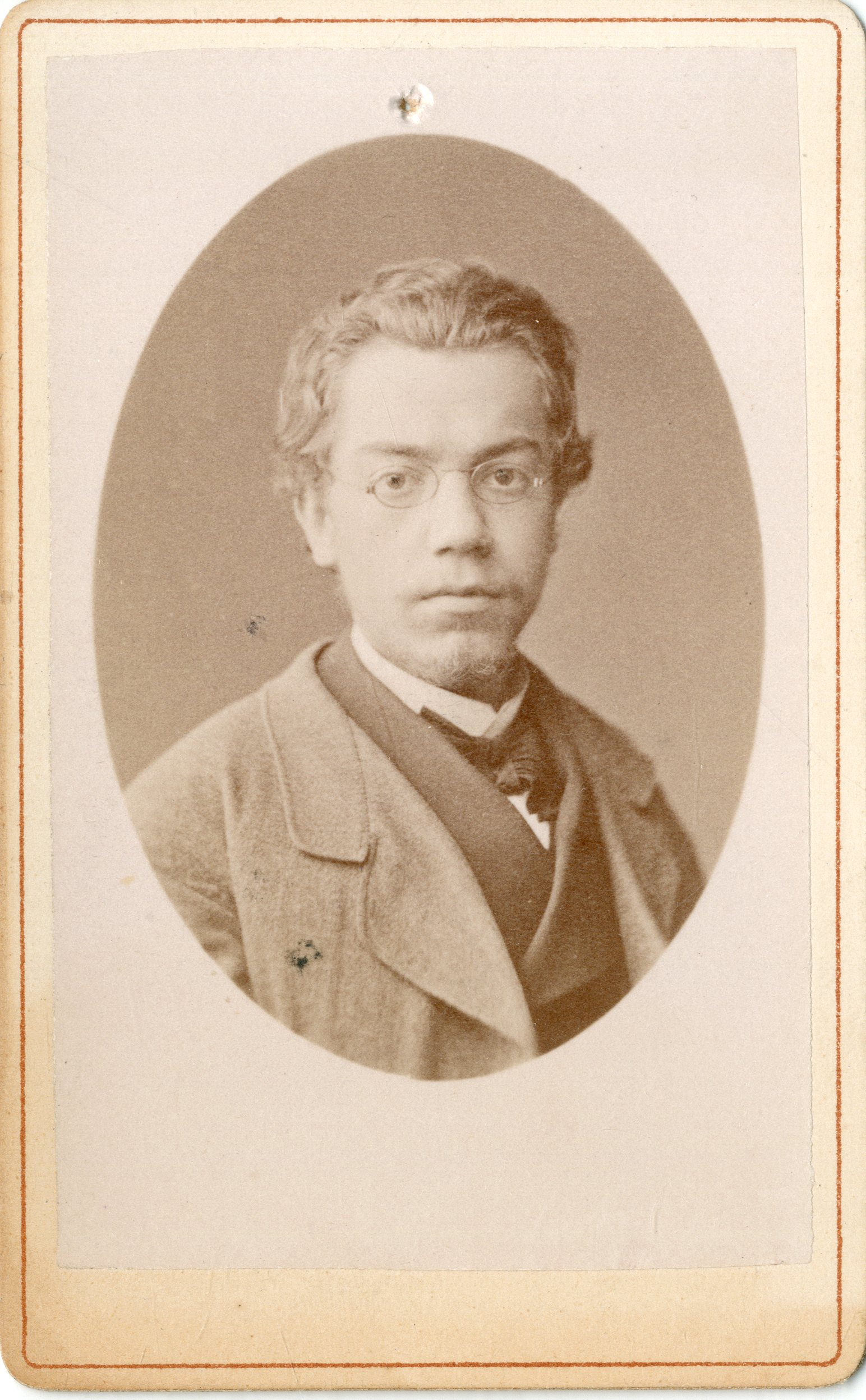

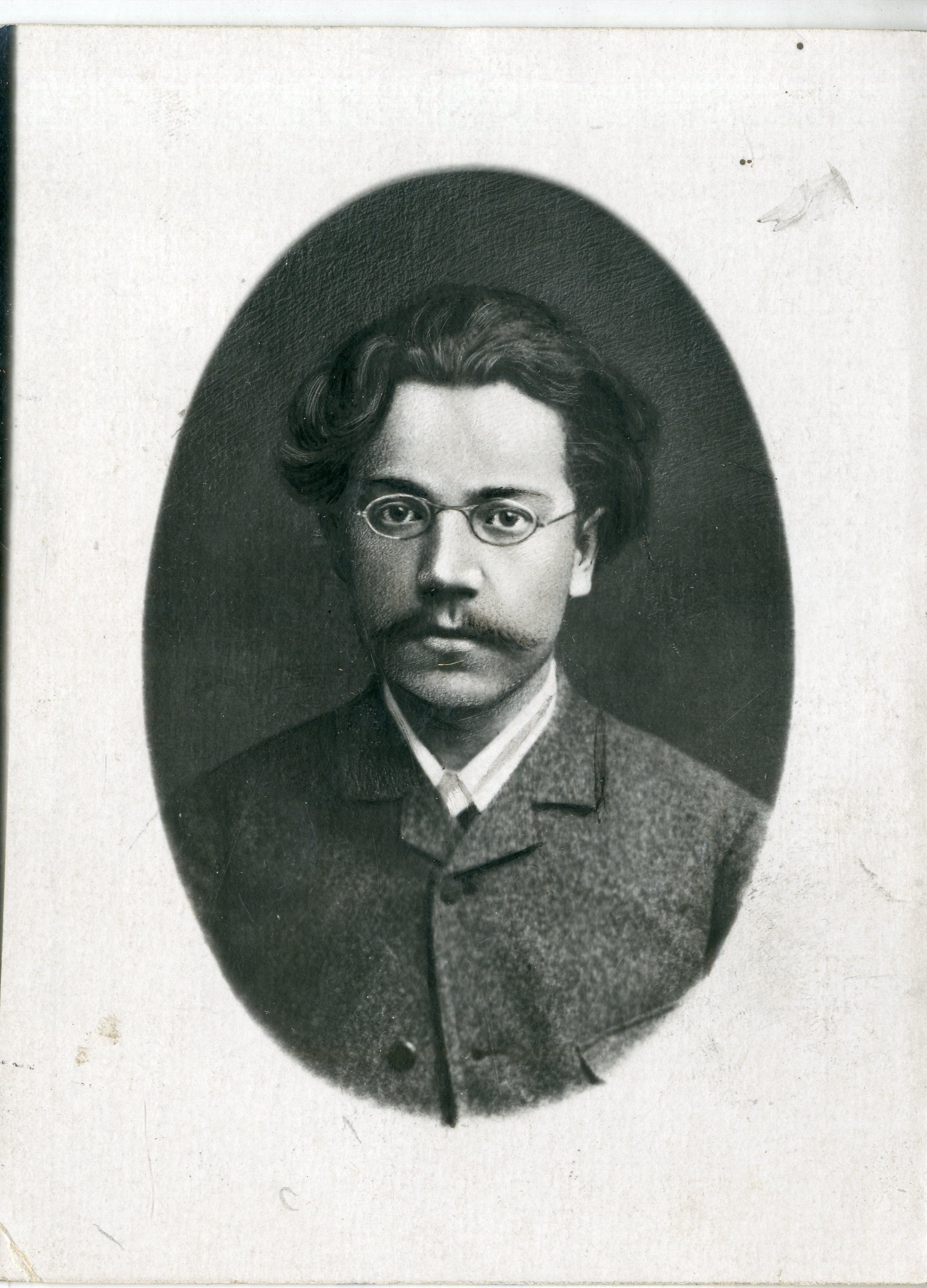

Умер в Москве 16 мая 1918 года.

## Сочинения
- А. С. Пушкин. Уральск, 1899
- Т. Г. Шевченко — певец Украины. СПб., 1901, 1911, 1914
- В мире идей и образов. Т. 1—3. СПб.; Пг., 1911—1917
- Глеб Успенский // Мир Божий, 1902, № 5
- Н. А. Некрасов: Опыт литературной характеристики // Мир Божий, 1902, № 12
- Журнальные заметки // Обр. 1902. № 3, 4, 7—8, 10; 1903, № 11;
- М. Е. Салтыков (Н. Щедрин): Опыт лит. характеристики // Мир Божий. 1904. № 4, 6, 7
- Памяти Шиллера // Мир Божий. 1905. № 5;
- Журнальные отголоски // Мир Божий, № 6, 8—10, 12; Журнальные отголоски // Мир Божий, 1906. № 1—7
- Памятник российскому дворянству в сатирах Щедрина // Современный мир, 1906. № 10, 11
- Десятилетие о среднем человеке // Современный мир, 1907. № 11, 12
- О драме Д. Мережковского, Д. Философова и З. Гиппиус «Маков цвет» // Современный мир, 1908. № 1
- Публицист эпохи перелома: (А. И. Богданович) // Современный мир, № 4
- От великого барина к великому мужику: (Л. Н. Толстой) // Современный мир, № 9
- Европеизация русской мысли // Там же. № 11
- Литературные отклики // Там же. № 1, 2, 4, 5—7, 10—12; 1909. № 1—4, 6, 8, 10—12; 1910. № 1, 3, 5, 7, 8, 11, 12
- Новые наследники «Переписки» // Там же. 1909. № 8
- Альманашный листопад // Там же. № 9
- Федор Сологуб: Критический этюд // Вершины. Кн. 1. СПб., 1909
- В подполье // СИ. 1910. № 11
- П. Д. Боборыкин // Там же
- Вне жизни: О поэзии Фофанова // Там же. 1911. № 6
- Н. А. Добролюбов // Там же. № 11
- В мире призраков // Там же. 1913. № 11
- Жизнь и кажимость // Там же. 1914. № 1